# Тызва
Тызва (Тызьва, ранее также Кашелевка) — один из основных притоков Славянки, ручей. Известен как основной водоток Александровой дачи.

## Физико-географическая характеристика
Длина около 5 км. Русло Тызвы засорено илом и постепенно зарастает тростником и осокой.

### Исток и верхнее течение
Исток Тызвы расположен западнее Катлинской дороги, не менее чем на километр юго-западнее городского Казанского кладбища на окраине Пушкина. На месте пересечения Катлинской дороги Тызвой наблюдается круглогодичное течение.
Верхнее течение сильно изменено мелиоративной деятельностью периода 1970-1980-х гг., в верховьях русло проходит в нескольких трубах, ниже начинается спрямлённое искусственное русло. В этих местах Тызва проделала извилистый неровный желобок глубиной до метра на некогда выровненной бульдозерами площадке в сельскохозяйственных угодьях. В километре от пересечения с Витебской железной дорогой начинается естественный овраг, который относится к среднему течению.

### В среднем течении
По берегам Тызвы расположены огороды, частные погреба для хранения урожая. Многие годы река страдала от стоков городской бани, располагавшейся на берегу.
В среднем течении Тызва некогда образовывала пруд, бывший композиционным центром садово-паркового ансамбля Александровой дачи, созданного под руководством Джакомо Кваренги в 1780—1790-х годах. Плотина этого пруда была демонтирована и утрачена до 1870-х годов.

### Нижнее течение и устье
В месте впадения Тызвы в Славянку расположен дворец Мариенталь (1778 год) — исторический центр Павловска. В 1702 году в устье Тызвы произошло сражение Северной войны, по пути отступления шведских войск от Ижоры в Ниеншанц.

### Притоки
Естественными притоками Тызвы являются безымянные ручьи в границах заброшенного парка «Александрова дача». Большинство из них впадают в Тызву с севера и только один овраг впадает с юга. Все естественные притоки Тызвы не имеют никакого постоянного течения, за исключением имеющего слабый круглогодичный расход воды северного притока впадающего у руин Храма розы без шипов.
В верхнем течении, где рельеф сильно изменён естественные притоки не сохранились, притоками являются мелиоративные канавы. Незначительное постоянное течение имеет короткий ручей, вытекающий из прудов на повороте Катлинской дороги.

## Геологическое строение долины
Долина Тызвы расположена на Приневской низменности, на склоне Балтийско-Ладожского уступа. В палеозое 300—400 миллионов лет назад вся эта территория была покрыта морем. Осадочные отложения того времени — песчаники, пески, глины, известняки — мощной толщей (свыше 200 метров) покрывают кристаллический фундамент, состоящий из гранитов, гнейсов и диабазов. Современный рельеф образовался в результате деятельности ледникового покрова после схода Валдайского оледенения, завершившегося 12 тысяч лет назад. После таяния ледника территорию бассейна Тызвы покрывали отмели Литоринового моря, которое отступило около 4 тысяч лет назад. Таким образом, долина реки Тызвы сложена озёрно-ледниковыми и постледниковыми отложениями. Живописные овраги нижнего течения реки и её нижних притоков являются результатом последниковой эрозии.

## Мосты на Тызьве
В порядке от устья к истоку
- Мосты на Тызве
- Бертонов мост
- Водопроводый мост, вид с дороги
- Вид Китайского моста на Александровой даче
- Вид предшественника моста-плотины по улице Мичурина
- мост-плотина на улице Мичурина
- Мост с трофеями на заднем плане на картине Г. С. Сергеева
- Мост Витебский железной дороги через Тызву

- Бертонов мост
- Водопроводный мост
- Мосты Александровой дачи на Тызьве
  - Мосток-плотина (ныне не существует) — гидротехническое сооружение, поддерживавшее уровень воды пруда Александровой дачи до его спуска в 1870-х годах[7]. С. В. Выжевский восстанавливает возможный облик на основании зарисовок Кваренги[8].
  - Китайский мост (ныне не существует) на Александровой даче.
  - Мост-плотина на реке Тызьве Построен в рамках работ по созданию Александровой дачи, не имел плотины. Разрушен не ранее 1942 года, восстановлен к 1983 году с плотиной и единственным пролётом вместо нескольких, зафиксированных на неизвестных на момент составления проекта исторических акварелях.
  - Мост с трофеями, он же мост на Новгородской дороге. Построен не ранее 1786 года, не упоминается как существующий позднее 1810 года, вероятно, разобран до 1804 года.
- Трёхпутный мост Витебской железнодорожной линии по направлениям на Витебск (2 пути) и Павловск — Великий Новгород (1 путь).

Выше по Тызьве мостов нет, но есть мостовые сооружения в виде насыпей и труб, в том числе длинная труба под Катлинской дорогой и прилегающим полем.

## В искусстве

### В литературе
Поскольку Тызва служила в качестве основного водотока Александровой дачи, то в стихотворном описании парка авторства С. С. Джунковского, среди придворной лести, можно обнаружить упоминания и, иногда, описания Тызвы и гидротехнических сооружении на ней. Например, упомянут некогда расположенный вблизи современного моста Витебской железной дороги родник Марии у грота Нимфы Эгерии.

### В живописи
Все известные исторические картины, изображающую Александрову дачу с момента от её основания до 1810-х годов содержат изображения Тызвы, в том числе пруда, мостов и каскада на ней.
- Тызва в живописи 1790-х годов
- Вид Китайского моста на Александровой даче
- Вид дома и грота
- Вид храма, посвящённого Фелице, где растёт Роза без шипов
- Вид предшественника моста-плотины по улице Мичурина
- Вид Храма Цереры, 1790-е
- Пруд на картине Г. С. Сергеева
- Зарисовка Джакомо Кваренги, изображающая Храм Розы без шипов

## Ссылка
- Тызва, мозьва, язва и др. kommunar-school-1.narod.ru. Дата обращения: 11 января 2019.